# Brave (navegador web)
Brave es un navegador web de código abierto basado en Chromium, creado por la compañía Brave Software en el año 2016, fundada por el cofundador del Proyecto Mozilla y creador de JavaScript, Brendan Eich.
A partir de 2019, Brave ha sido lanzado para Windows, macOS, Linux, Android e iOS. La versión actual cuenta con cinco motores de búsqueda por defecto, incluyendo su socio de negocios, DuckDuckGo.

## Historia
Brave tiene el propósito de arreglar la web ofreciendo a los usuarios una experiencia de navegación más segura, privada, rápida y mejor al tiempo que aumenta el soporte para los creadores de contenido a través de un nuevo ecosistema de recompensas basado en la atención.
Hasta el año 2017 se encontraba en modo de desarrollo beta para sistemas macOS, GNU/Linux y Windows, tiene una versión móvil estable para sistemas iOS y Android. Por defecto usa los motores de búsqueda StartPage, Yandex Search, DuckDuckGo, entre otros.
Ha sido desarrollado por Brave Software, fundada en mayo de 2015 por Brendan Eich y Brian Bondy. Fue anunciado en enero de 2016 como una alternativa para mostrar anuncios de socios de la compañía y otros en lugar de publicidad intrusiva de Internet en general.
La versión 0.7 del navegador fue calificada como muy primitiva por el sitio web Network World. El sitio especializado en tecnología, Ars Technica expresó dudas sobre la mayor rapidez del navegador, denunciando que en realidad no bloqueaba la publicidad, sino que la sustituía, lo que podría incluso ralentizarlo y consumir más recursos en el ordenador local. El sitio de noticias CNet resaltó la defensa a la privacidad de los usuarios del navegador.
El 14 de diciembre de 2017 incluyó la opción de colocar a DuckDuckGo como buscador predeterminado si se escoge la opción de navegación privada.
En noviembre de 2019, Brave lanzó Brave Ads, que son anuncios a través de notificaciones del sistema operativo que brindan a los usuarios una participación del 70% de los ingresos publicitarios, pagados en Basic Attention Token convertibles. Los anunciantes incluyen Vice, eBay, Home Chef y otras empresas que operan en sectores diversificados.
Brave lanzó su primera versión estable 1.0 en noviembre de 2019, con 8.7 millones de usuarios activos mensuales en total. En ese momento, tenía alrededor de 3 millones de usuarios activos a diario.
En noviembre de 2020, Brave informó tener 20 millones de usuarios mensuales y en febrero de 2021 superó los 25 millones de usuarios activos mensuales.
En enero de 2021, Brave integró Ecosia como una de sus opciones de motor de búsqueda. En marzo de 2021, Brave adquirió Tailcat, un motor de búsqueda desarrollado por Cliqz.

## Características

### Basic Attention Token

Logo de Basic Attention Token.

El "Basic Attention Token" (BAT) es una plataforma de intercambio de anuncios descentralizada y de código abierto basada en Ethereum.
En una oferta inicial de monedas el 31 de mayo de 2017, Brave Software International SEZC vendió 1 000 000 000 BAT por un total de 156 250 Ethereum (35 millones de dólares) en menos de 30 segundos. La compañía retuvo 500 000 000 de BAT adicionales, para ser usados para promover la adopción de la plataforma.
A principios de diciembre de 2017, la empresa desembolsó la primera ronda de sus subvenciones para el "crecimiento de los usuarios": se distribuyó un total de 300 000 BAT a los nuevos usuarios por orden de llegada.

### Brave Rewards
Desde abril de 2019, los usuarios del navegador Brave pueden optar por la función Brave Rewards, que envía Micropagos de BAT a los sitios web y a los creadores de contenidos. Los propietarios y creadores de sitios web deben registrarse primero en Brave como editor. Los usuarios pueden activar la función de autocontribución, que divide automáticamente una contribución mensual especificada en proporción al tiempo empleado, o pueden enviar manualmente una cantidad elegida (denominada propina) mientras visitan el sitio o el creador.
Los usuarios pueden elegir ganar BAT viendo anuncios que se muestran como notificaciones por el sistema operativo de su computadora o dispositivo. Las campañas publicitarias se cotejan con los usuarios mediante la inferencia de su historial de navegación; esta focalización se lleva a cabo localmente, sin transmisión de datos personales fuera del navegador, lo que elimina la necesidad de un seguimiento por parte de terceros. Además, los usuarios pueden comprar o vender BAT a través de la relación de Brave con Uphold Inc., un operador de Exchange cambio de (monedas digitales.
La primera versión de la función de Micropagos, lanzada en 2016, se llamaba Brave Payments y utilizaba Bitcoin. Los anuncios se mostraban en una pestaña separada del navegador.

## Comparación con otros navegadores
Un informe de investigación de febrero de 2020 publicado por la Escuela de Ciencias de la Computación y Estadística del Trinity College Dublin probó seis navegadores y consideró que Brave era el más privado de ellos, en términos de Llamada a casa: "En el primer grupo (el más privado) se encuentra Brave, en el segundo Chrome, Firefox y Safari, y en el tercer grupo (menos privado) se encuentran Edge y Yandex".

## Incidentes

### El navegador Brave recoge donaciones para sí mismos en nombre de los creadores de contenidos
En diciembre de 2018, el creador de contenido británico de YouTube, Tom Scott dijo que no había recibido ninguna donación recaudada en su nombre por el navegador Brave. En un tuit, afirmó: «Así que, si pensabas que me habías donado a través de Brave, el dinero (o su pseudodinero [BAT]) no me llegará, y los términos de Brave dicen que pueden optar por quedárselo simplemente para ellos. Parece que están “proporcionando este servicio” a todos los creadores en todas las plataformas. No hay opción, no hay consentimiento». En respuesta, Brave modificó la interfaz con un descargo de responsabilidad para cada creador que no se haya inscrito en Brave y prometió estudiar la posibilidad de añadir “una opción de exclusión voluntaria para los creadores que no deseen recibir donaciones” y “cambiar el valor por defecto para que los usuarios no puedan dar propinas o hacer donaciones a creadores no verificados”. Los críticos afirmaron que el sistema debería ser una “inclusión voluntaria” y no “exclusión voluntaria”, que el descargo de responsabilidad no indicaba claramente la ausencia de cualquier relación con los creadores, y sugiere que los creadores inicien el proceso de inscripción en Brave.[cita requerida] Dos días después de la queja, Brave emitió una actualización para «indicar claramente qué editores y creadores aún no se han unido a Brave Rewards para que los usuarios puedan controlar mejor cómo donan y dan propinas» y en enero de 2020 otra actualización para cambiar el comportamiento de las contribuciones y propinas. Ahora se retienen en el navegador y se transfieren si el creador se inscribe en un plazo de 90 días; de lo contrario, se devuelven al usuario. Tom Scott, el denunciante original, tuiteó en respuesta: «¡Son buenos cambios, y solucionan las quejas que tenía!».

### Inserción de códigos de referidos
El 6 de junio de 2020, un usuario de Twitter señaló que Brave inserta códigos de referencia de afiliados cuando los usuarios escriben una URL de Binance en la barra de direcciones, lo que hace ganar dinero a Brave. Una investigación posterior reveló que Brave también redirige las URL de otros sitios web de intercambio de criptomonedas. En respuesta a la reacción de los usuarios, el director ejecutivo de Brave se disculpó y lo calificó de “error” y dijo que “nos estamos rectificando”. Dos días más tarde, Brave lanzó una nueva versión que, según dijeron, deshabilitaba el autocompletado de los enlaces de los socios, seguida de una publicación en su blog en la que explicaba el problema y pedía disculpas.

### Filtraciones de DNS en “Ventana privada con Tor”
Uno de los problemas de privacidad, rápidamente parcheado, apareció a través de una revelación privada en la plataforma de bug bounty HackerOne de Brave el 12 de enero de 2021. La revelación informaba de que Brave enviaba las solicitudes de DNS a los ISP de los usuarios en lugar de enrutarlas a través de la red TOR, lo que permitía a los ISP conocer las sesiones de navegación de los usuarios.